# بيتر كيمب
بيتر كيمب (بالإنجليزية: Peter Kemp)‏ هو لاعب كرة الماء وسباح بريطاني، ولد في 1878، وتوفي في 1950.

## روابط خارجية
- بيتر كيمب على موقع اللجنة الأولمبية الدولية (الإنجليزية)
- بيتر كيمب على موقع أوليمبيديا (الإنجليزية)
- بيتر كيمب على موقع اللجنة الأولمبية البريطانية (الإنجليزية)